# Нижняя Лупья
Нижняя Лупья (Лопья, Лунья) — река в России, протекает по Архангельской области. Устье реки находится в 54 км по левому берегу реки Вычегда. Длина реки составляет 103 км, площадь водосборного бассейна 991 км².

## Притоки
- Частая
- Большая Шиленга
- Паламыш
- Томбаш
- Большой Нартоваж
- Сорваж

## Данные водного реестра
По данным государственного водного реестра России относится к Двинско-Печорскому бассейновому округу, водохозяйственный участок реки — Вычегда от города Сыктывкар и до устья, речной подбассейн реки — Вычегда. Речной бассейн реки — Северная Двина.
Код объекта в государственном водном реестре — 03020200212103000024310.